# Вудрафф, Роберт
Роберт Уиншип Вудрафф (англ. Robert Winship Woodruff; 6 декабря 1889, Колумбус, Джорджия — 7 марта 1985, Атланта) — американский предприниматель,  президент The Coca-Cola Company с 1923 по 1955 год. Обладая большим состоянием, активно жертвовал средства на образовательное и культурное развитие в городе Атланта, штат Джорджия.

## Биография

### Ранние годы
Родился 6 декабря 1889 года, в городе Коломбус, штат Огайо, в семье Эмили Уиншип Вудрафф и бизнесмена из Атланты — Эрнеста Вудраффа, главы инвесторов, которые в 1919 году, приобрели The Coca-Cola Company у Эйза Кэндлер. Дед — мануфактурный магнат Роберт Уиншип.
После обучения в Академии Вудворда, поступил в Технологический институт Джорджии, откуда был отчислен.

### Карьера
В начале 1909 года, работал разнорабочим на литейном заводе General Pipe and Foundry Company в районе Инман-Парк (Атланта), затем работал учеником слесаря. Через год его наняла на работу компания General Fire Extinguisher, затем, по просьбе отца работал в Atlantic Ice and Coal Company. Занимал должность продавца в компании White Motor Company из Кливленда и в итоге стал вице-президентом компании. Во время Первой мировой войны присоединился к Департаменту артиллерийского вооружения США.
В 1923 году, отец назначил его президентом The Coca-Cola Company; в 1926 году при его содействии был открыт первый иностранный отдел компании.
В 1955 году, покинул пост президента, но до 1984 года, оставался в совете директоров
Скончался 7 марта 1985 года в возрасте 95 лет. Был похоронен на кладбище Вестью на юго-западе Атланты.

## Личная жизнь
Жена — Нелл Кендалл Ходжсон (20 октября 1892 — 23 января 1968) — медсестра из Атенс, во время Первой мировой войны, работала добровольцем-помощником медсестры Американского Красного Креста, во время Второй мировой войны, работала медсестрой в больницах Соединенных Штатов, в 1946 году стала почётным членом Ассоциации выпускников школы медсестер Эморийского университета и ассоциации медсестер штата Джорджия; была официальным делегатом Соединенных Штатов на Всемирных ассамблеях здравоохранения в 1954 и 1955 годах. Скончалась 23 января 1968 года, в Олбани, штат Джорджия. Детей не было.

## Память
В 1979 году Вудрафф и его брат Джордж В. Вудрафф пожертвовали 105 млн долларов Университету Эмори; в конечном итоге, в честь него было названо несколько зданий кампуса.
Кроме того, он жертвовал средства Академии Вудворда и Вестминстерским школам в Атланте. В 1977 году был занесен в Зал деловой славы США.